# Kapucinessenklooster (Kortrijk)
Het kapucinessenklooster van Kortrijk is een verdwenen convent dat bestond sinds 1627. Aanvankelijk was het gevestigd op de plaats van het huidige Guldensporencollege (campus Plein), zoals te zien op een kaart van Sanderus uit 1643. Na de bouw van de Citadel vlakbij moesten de kapucinessen in 1667 wijken omdat het Franse garnizoen er een oefenplein wilde, dat later werd omgevormd tot het Plein. De zusters verhuisden naar de plek waar sinds 1909 de stadsschouwburg staat. Dat klooster bestond van 1668 tot de sluiting door keizer Jozef II in 1785.
Een overblijfsel uit het kapucinessenklooster is de Kruisafneming toegeschreven aan Jan Ykens die sinds 1967 in de Sint-Maartenskerk hangt.